# Arjasari (Leuwisari)
Arjasari is een bestuurslaag in het regentschap Tasikmalaya van de provincie West-Java, Indonesië. Arjasari telt 7377 inwoners (volkstelling 2010).